# نانولي شيفرنادزه
نانولي شيفرنادزه (بالجورجية: ნანული შევარდნაძე، النسب تساغاريشفيلي، ცაგარეიშვილი ؛ 9 مارس 1929م - 20 أكتوبر 2004م) كانت صحفيًة وناشطًة سوفييتيًة وجورجيًة.

## سيرتها الشخصية
تم تطهير والد نانولي -رازدين تساغاريشفيلي- خلال حكم جوزيف ستالين، بينما توفيت والدتها بسبب مرض السل، تاركة نانولي وشقيقيها أيتامًا. وفي عام 1951م، تزوجت من إدوارد شيفرنادزه، الذي أصبح وزيراً للخارجية السوفيتية (1985-1991م) وزعيماً لجورجيا ما بعد الاتحاد السوفيتي (1992-2003م). التقى بها شيفرنادزه، الذي كان وقتها ناشطًا في كومسومول، في السنوات الأخيرة من حياة ستالين، متجاهلًا تحذيره من أن الزواج من امرأة أُعدم والدها باعتباره «عدوًا للشعب» سيكون قاتلاً لمسيرته المهنية. حتى نانولي رفضت في البداية عرض زواج شيفرنادزه، خوفًا من أن تؤدي خلفيتها التاريخية إلى تدمير حياته المهنية، لكنه لم يتراجع.
وفي الستينيات والسبعينيات من القرن الماضي، عملت نانولي شيفرنادزه كصحفية ومتخصصة في اللغة الروسية ومحررة مجلة نسائية شهيرة في تبليسي. حيث خلال فترة تولي زوجها منصب وزير الخارجية السوفيتي في الثمانينيات، أقامت صداقة مع زوجات العديد من كبار المسؤولين الأمريكيين. وفي مارس 1992م، تبعته شيفرنادزه عائدة إلى مسقط رأسها جورجيا، التي كانت تعاني من حرب أهلية. فأصبح شيفرنادزه رئيسًا مؤقتًا للدولة، حيث تم انتخابه لمنصب الرئيس في عام 1995م. 
خلال هذه السنوات، شاركت نانولي شيفرنادزه في العديد من الأحداث الخيرية. وأسست وترأست الحركة الدولية «نساء جورجيا من أجل السلام والحياة» وقامت بتحرير مجلة «السلام للجميع». حيث في منتصف التسعينيات، شنت حملة ضد تبني الأجانب للأيتام الجورجيين، بحجة أن هذا يهدد الوضع الديموغرافي الصعب بالفعل في جورجيا. ثم استقال إدوارد شيفرنادزه من منصبه كرئيس خلال ثورة الورود غير الدموية في 23 نوفمبر 2003م وادعى لاحقًا أن نانولي كانت من بين أولئك الذين حثوه على الاستقالة في وقت سابق.
وفي 20 أكتوبر/ تشرين الأول 2004م، أصيبت نانولي شيفرنادزه بنوبة قلبية وتوفيت في مستشفى في تبليسي، حيث كان إدوارد شيفرنادزه في ذلك الوقت في ألمانيا في أول زيارة خارجية له منذ استقالته في عام 2003م.
عاشت مع زوجها وطفليها - باتا ومانانا - وخمسة أحفاد، بمن فيهم الصحفية صوفي شيفرنادزه.